# Beert
Beert è una sezione del comune di Pepingen situato in Belgio nella regione delle Fiandre e nella provincia del Brabante Fiammingo. 
Era un comune indipendente prima della fusione di comuni avvenuta in Belgio nel 1977. 
Beert è un centro rurale del Pajottenland, situato a sud-est di Pepingen. I dintorni della località hanno ancora molte caratteristiche agricole. A sud di Beert passa la ferrovia che unisce Bruxelles a Tournai.

## Storia
Il nome Beert sembra derivare dalla parola Brac (fango) o dal teutonico Braak, che significa valle. L'area era parte dell'eredità di Gertrudis van Nijvel e fu ceduta all'abbazia di Nijvel. Per eredità, l'area di Nivelles (Beert compresa) entrò in possesso del conte di Lovanio, in seguito Beert passò per unione sotto Edingen, ma rimase un'enclave del Brabante nella contea di Hainaut, nel baliato di Nijvel. Nel XVIII secolo Beert, insieme a Beringen (frazione di Pepingen) e Bogaarden entrarono in possesso della famiglia De Croix avendo in comune gli assessori.
Dopo l'invasione francese, Beert divenne un comune del cantone di Halle nel dipartimento della Dyle. Questo dipartimento fu trasformato nella provincia del Brabante Meridionale, poi provincia belga del Brabante, dopo che i francesi furono espulsi. Il comune di Beert ha continuato ad esistere fino al 1977, quando è stato fuso con Pepingen.

## Luoghi di interesse

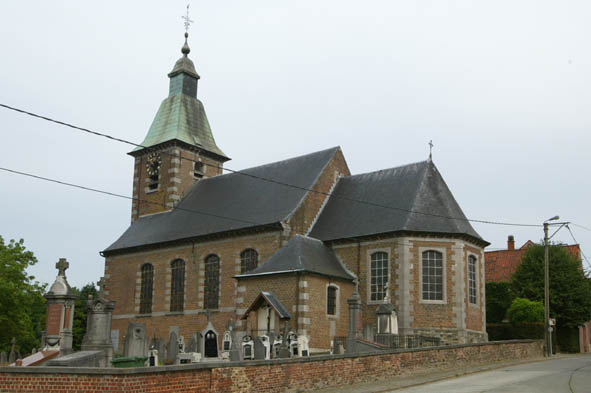
Chiesa di Notre-Dame e cimitero annesso di Beert

- La chiesa di Notre-Dame, di stile classico, risale alla seconda metà del XVIII secolo. È circondata da un muretto che contiene l'antico cimitero.
- Il castello Puttenberg risale al 1872 e possiede ancora il fossato del castello precedente, che era la sede delle signoria dei Puttenberg. Il castello è circondato da un grande parco.
- In tutta la zona ci sono diverse fattorie del Brabante del XVIII e XIX  secolo.